# Dominik Roels
Dominik Roels (* 21. Januar 1987 in Köln) ist ein ehemaliger deutscher Radrennfahrer.

## Werdegang
Dominik Roels wurde 2005 deutscher Juniorenmeister im Straßenrennen und Fünfter der Junioren-Weltmeisterschaften im Zeitfahren.
In der U23-Klasse fuhr er für die Nachwuchsmannschaft von Wiesenhof-Akud. Auch hier konnte er das Straßenrennen der deutschen Straßen-Radmeisterschaft für sich entscheiden. In der Gesamtwertung der Internationalen Deutschen Meisterschaft belegte er den dritten Rang hinter dem Sieger Tony Martin. Zum Ende der Saison fuhr er als Stagiaire bei dem Professional Continental Team von Wiesenhof-Akud. 
In der Saison 2007 fuhr er für das Team Akud Rose und belegte bei der Deutschen Straßenmeisterschaft 2007 in Wiesbaden den vierten Rang.
Anschließend erhielt er 2008 einen Vertrag beim UCI ProTeam Milram. Er startete in dieser Zeit bei drei Grand Tours: Bei der Vuelta a España 2009 belegte er einen dritten Etappenrang und wurde 83. der Gesamtwertung. 2010 wurde er in dieser Rundfahrt Gesamt-119. Er fuhr zudem den Giro d’Italia 2010, den er allerdings nicht beenden konnte.
Mit der Auflösung des Teams Milram nach der Saison 2010 beendete er seine internationale Karriere und ging auf Weltreise, während der er auch Radrennen bestritt. Im Herbst 2011 nahm er ein Studium der Medizin in Köln auf. Nachdem Roels nach seiner internationalen Karriere u. a. für den Verein Cölner Straßenfahrer Rundstreckenrennen gewann, schloss er sich zum Saisonende 2015 dem Team EmbracetheWorld Cycling  an, einem Zusammenschluss von Amateurradsportlern aus Nordrhein-Westfalen, der nationale und internationale Radrennen bestreitet, um Radsport und Reisen miteinander zu verbinden. Er gewann bei der Senegal-Rundfahrt 2016 eine Etappe und die Punktewertung.

## Erfolge
2005
- Deutscher Straßenmeister (Junioren)

2006
- Deutscher Straßenmeister (U23)

2016
- eine Etappe und Punktewertung Senegal-Rundfahrt

## Teams
- 2007 Akud Rose
- 2008–2010 Team Milram